# Cascata di ghiaccio

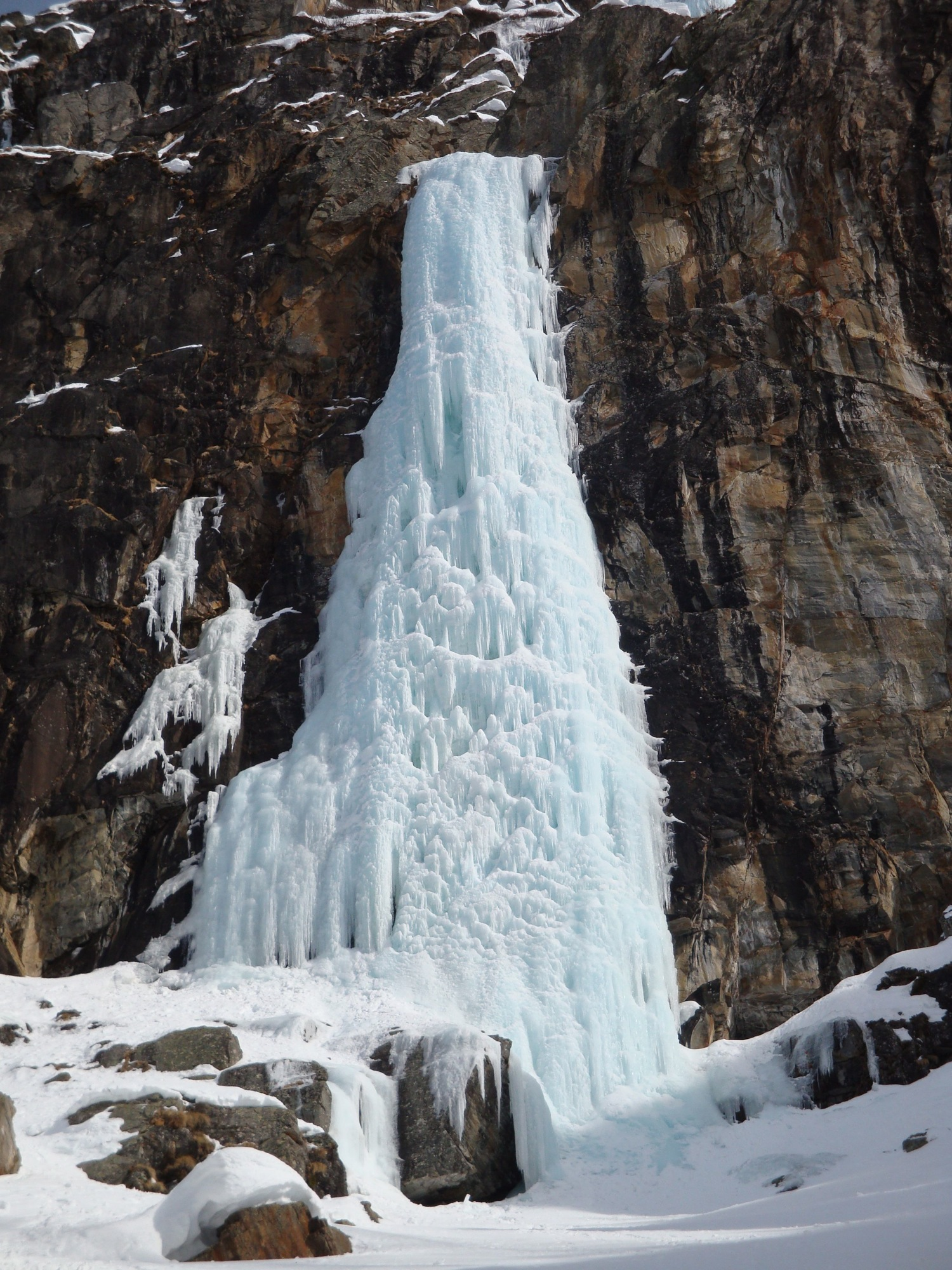
Repentance Super, una nota cascata di ghiaccio in Valnontey.

Una cascata di ghiaccio è una colata di acqua ghiacciata, con l'acqua che la genera che può derivare da un corso d'acqua o essere di fusione. In Italia cascate di ghiaccio naturali si trovano nei mesi invernali sia sulle Alpi che sugli Appennini.

## Descrizione

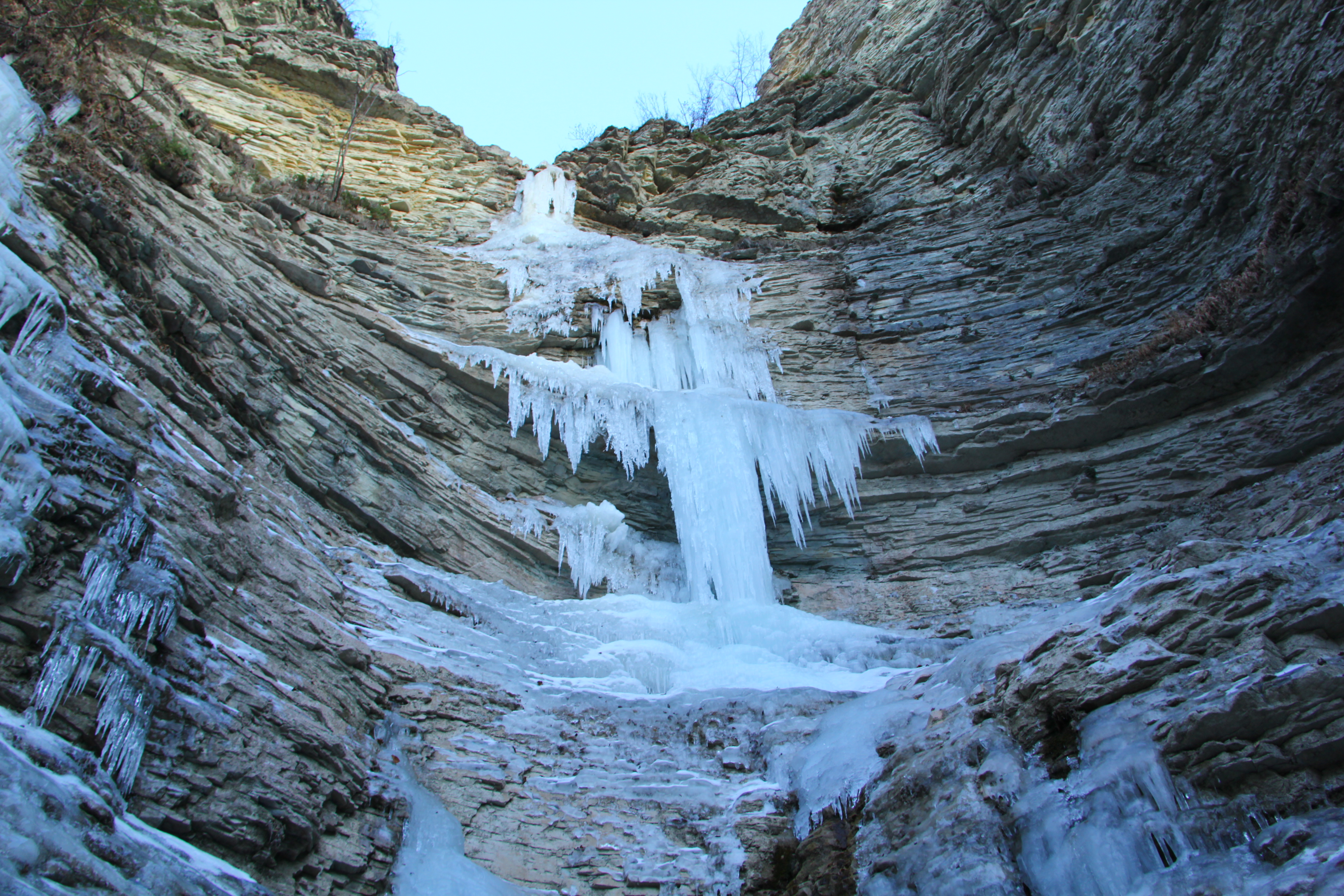

### Formazione
Le cascate di ghiaccio si formano solitamente tra i 1000 e i 2500 metri di altitudine. Poiché la temperatura diminuisce con la quota, gelano prima i corsi posti più in alto e poi via via quelli a minore altitudine. L'acqua che forma le cascate proviene dalle piogge autunnali, dallo scioglimento della neve e dalle sorgenti del sottosuolo. Minore è il volume d'acqua e la velocità di scorrimento e maggiore è la velocità di creazione. La cascata si forma progressivamente per somma di strati o per polverizzazione durante la caduta.

### Tipo di ghiaccio
In base al colore e trasparenza, il ghiaccio può essere:
- verde/bluastro, semi trasparente: è un ghiaccio duro e compatto, con basse inclusioni di aria;
- biancastro in profondità: indica la presenza di aria all'interno, che ne determina minore densità e resistenza;
- bianco superficiale: indica una prolungata esposizione al sole ed è accompagnato da un aspetto bagnato e spugnoso;
- grigio traslucido: assume il colore grigio a causa di minuscole bollicine d'aria contenute all'interno. Con l'aumento della trasparenza aumenta la densità e solidità, ma anche la fragilità. È il ghiaccio più comune.
- grigio biancastro: al colore si accompagna l'aspetto bagnato. Si trova in presenza di una cascata in scioglimento per temperature troppo alte.

### Struttura

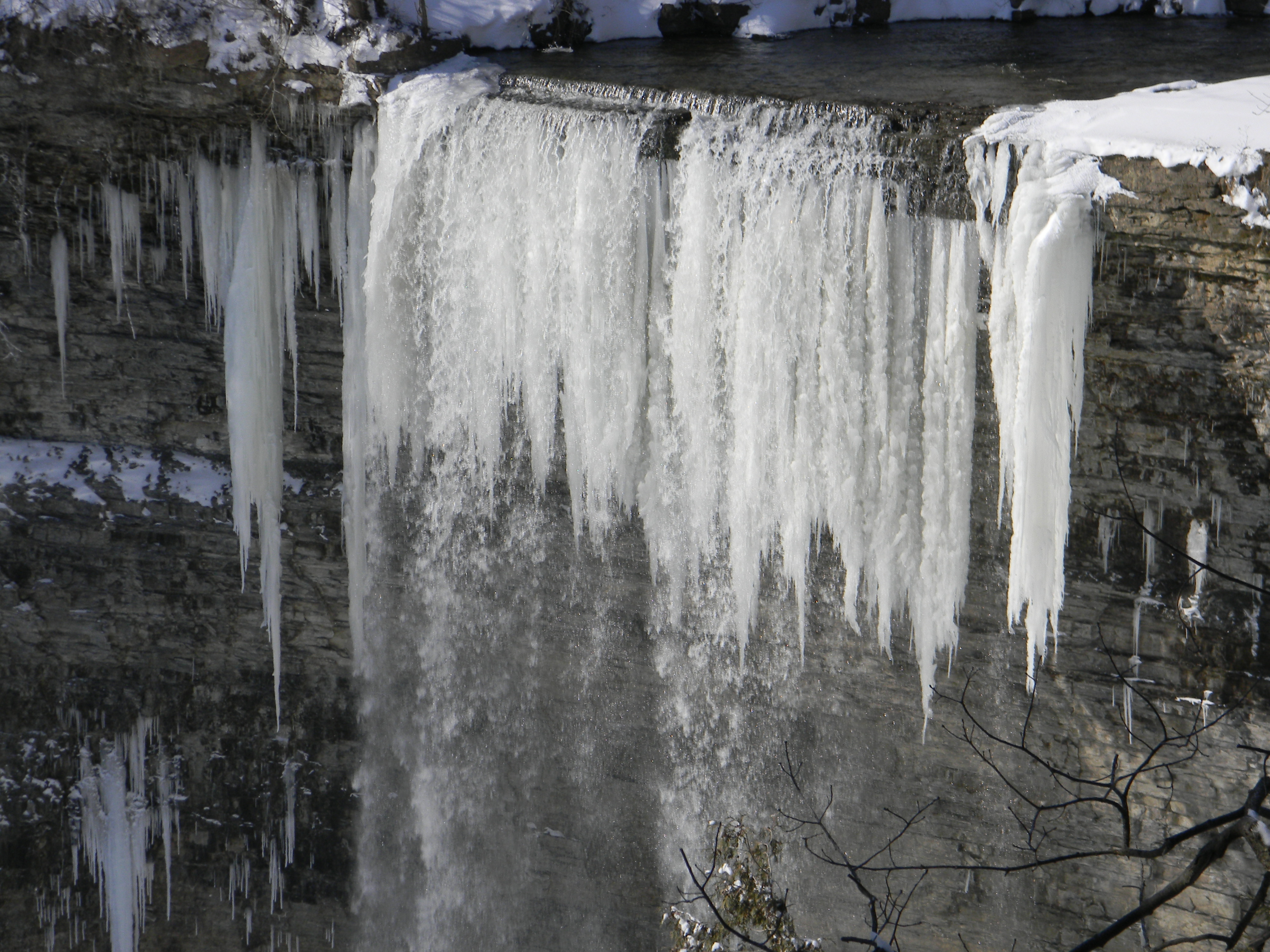

Le cascate di ghiaccio possono avere le seguenti strutture, a cui corrisponde una sicurezza decrescente per quanto riguarda il rischio di crollo:
- appoggiata alla roccia: la cascata non è verticale e gran parte del suo peso si scarica sulla roccia sottostante;
- aderente alla roccia: la cascata è verticale e tutto il peso grava sulla cascata stessa. Tuttavia c'è una coesione tra ghiaccio e roccia, che favorisce l'equilibrio della cascata.
- completamente auto-sostenente: la cascata inizia appesa alla roccia, ma poi non tocca più la parete, autosostenendosi. Alla base confluisce sulla sua stalagmite.
- appesa: è come il tipo completamente auto-sostentante, ma non appoggia a terra. Si tratta delle stalattiti.

### Arrampicata su ghiaccio
Le cascate di ghiaccio possono essere salite utilizzando la tecnica dell'arrampicata su ghiaccio.
L'arrampicata su cascate di ghiaccio è molto pericolosa se non affrontata con la dovuta preparazione sia tecnica che fisica, poiché il ghiaccio può essere molto fragile in tutte le stagioni.
Alcuni strumenti utilizzati per scalare cascate di ghiaccio: 
- Piccozza da arrampicata su ghiaccio
- Ramponi tecnici, specifici per la disciplina
- Viti da ghiaccioLe cascate del Circo di Gavarnie, nel massiccio montuoso dei Pirenei.
- Corda

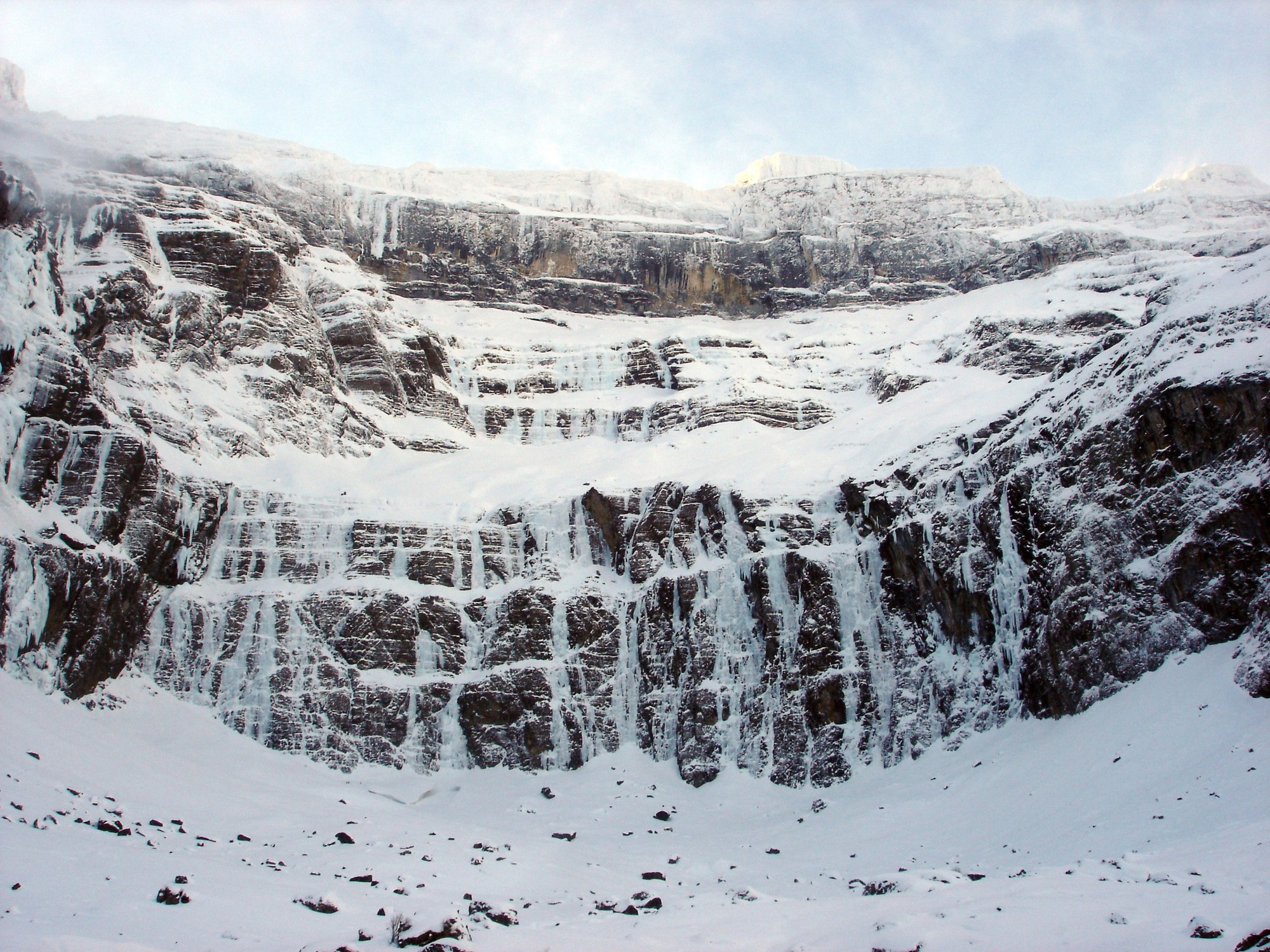
Le cascate del Circo di Gavarnie, nel massiccio montuoso dei Pirenei.

In caso di scalata la sicurezza di una cascata si può valutare considerandone la sua struttura e il tipo di ghiaccio.

## Galleria d'immagini

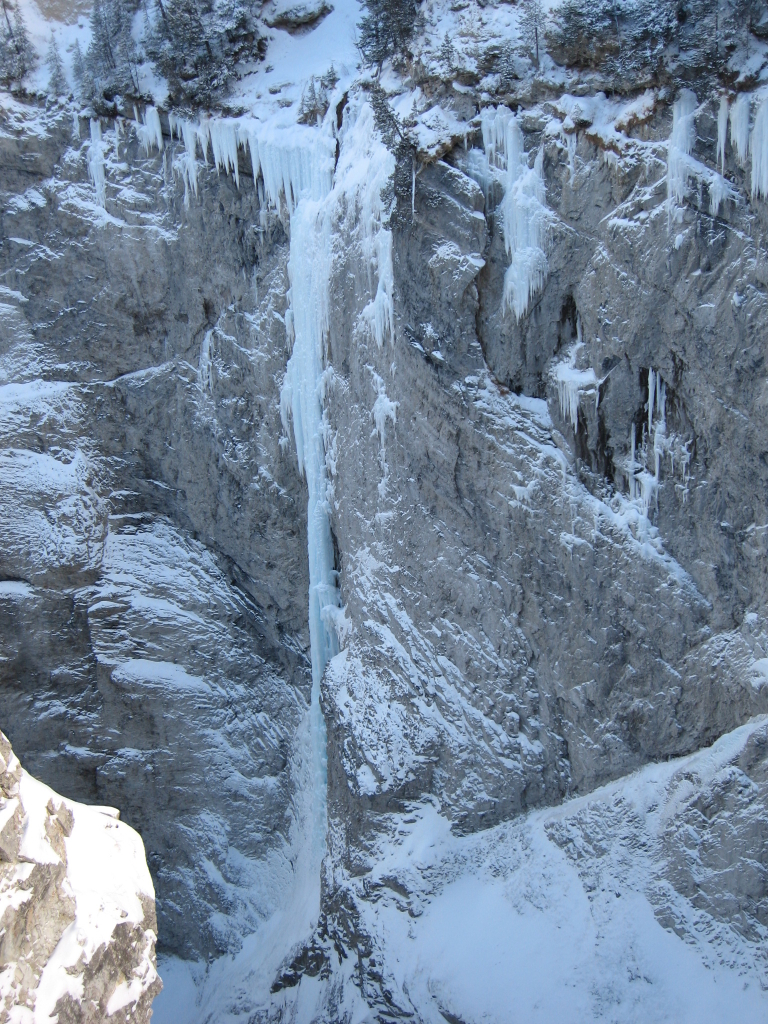
Glacenost, nei pressi di Bramans, Francia
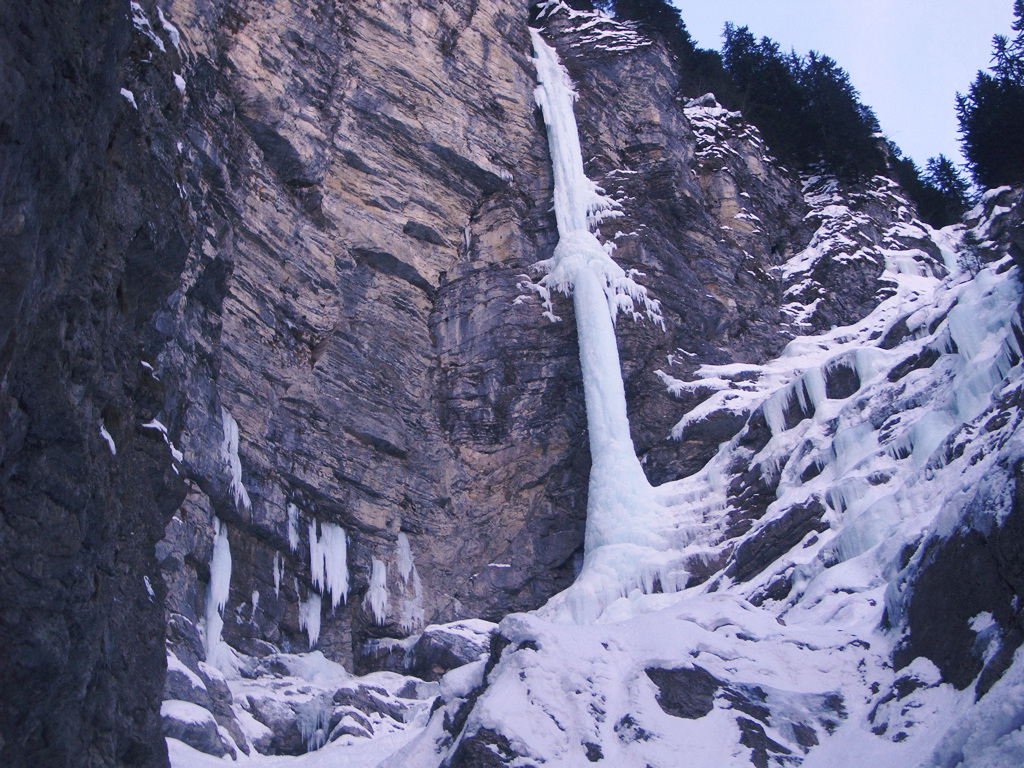
La Dame du Lac, Montriond, Francia
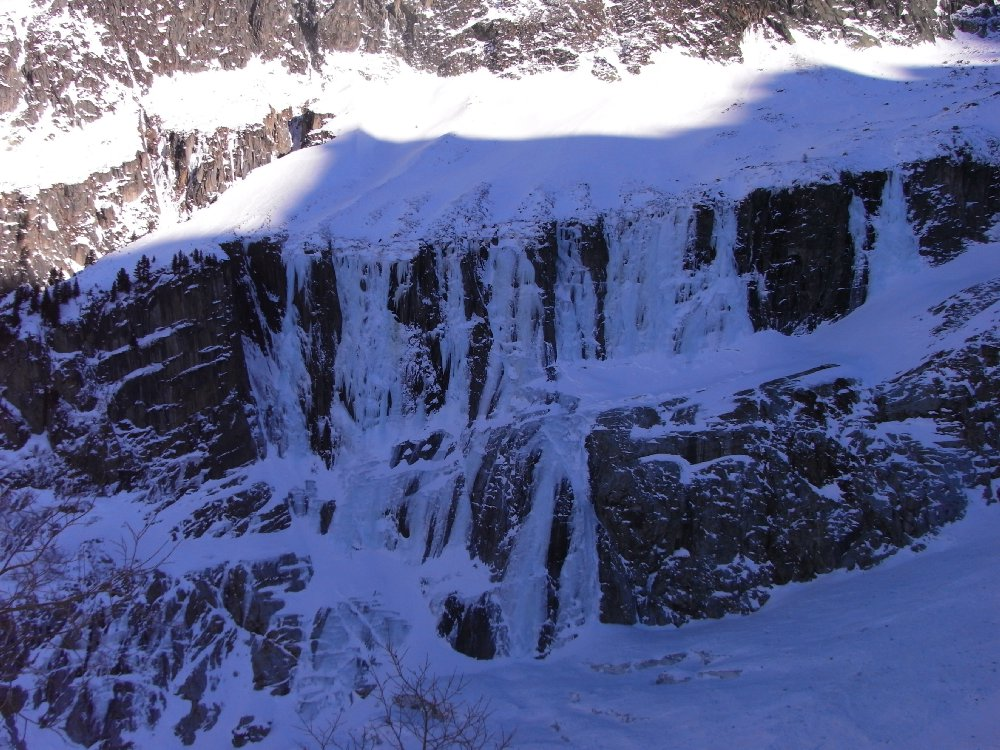
Il gruppo di cascate lungo il ghiacciaio d'Argentiere
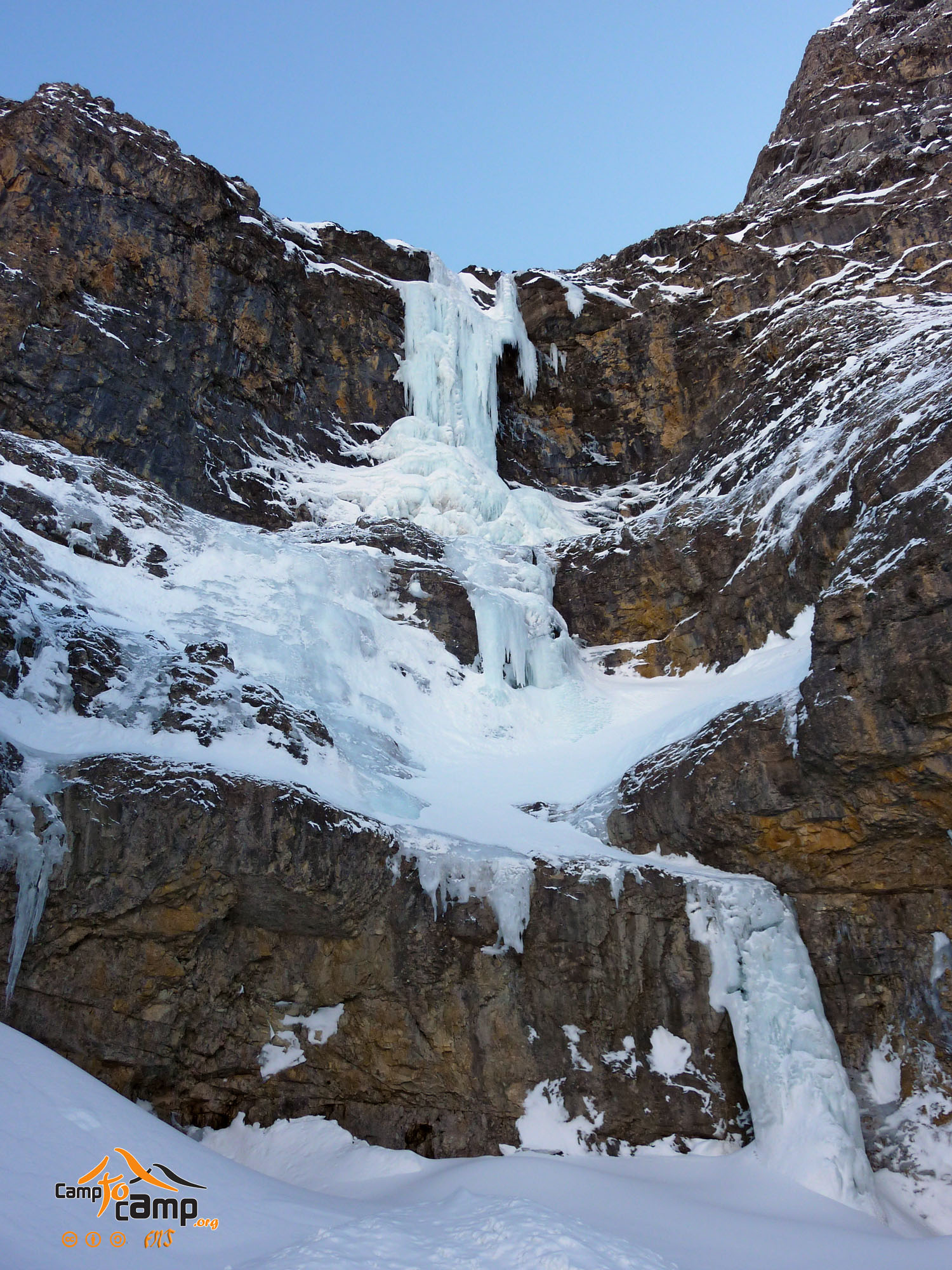
Grande colonne des Druides, una delle cascate del Circo di Gavarnie
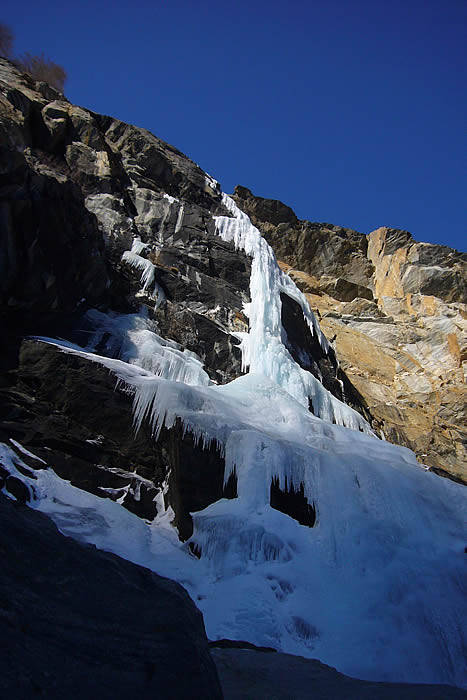
Colonnato centrale a Valnontey, Cogne
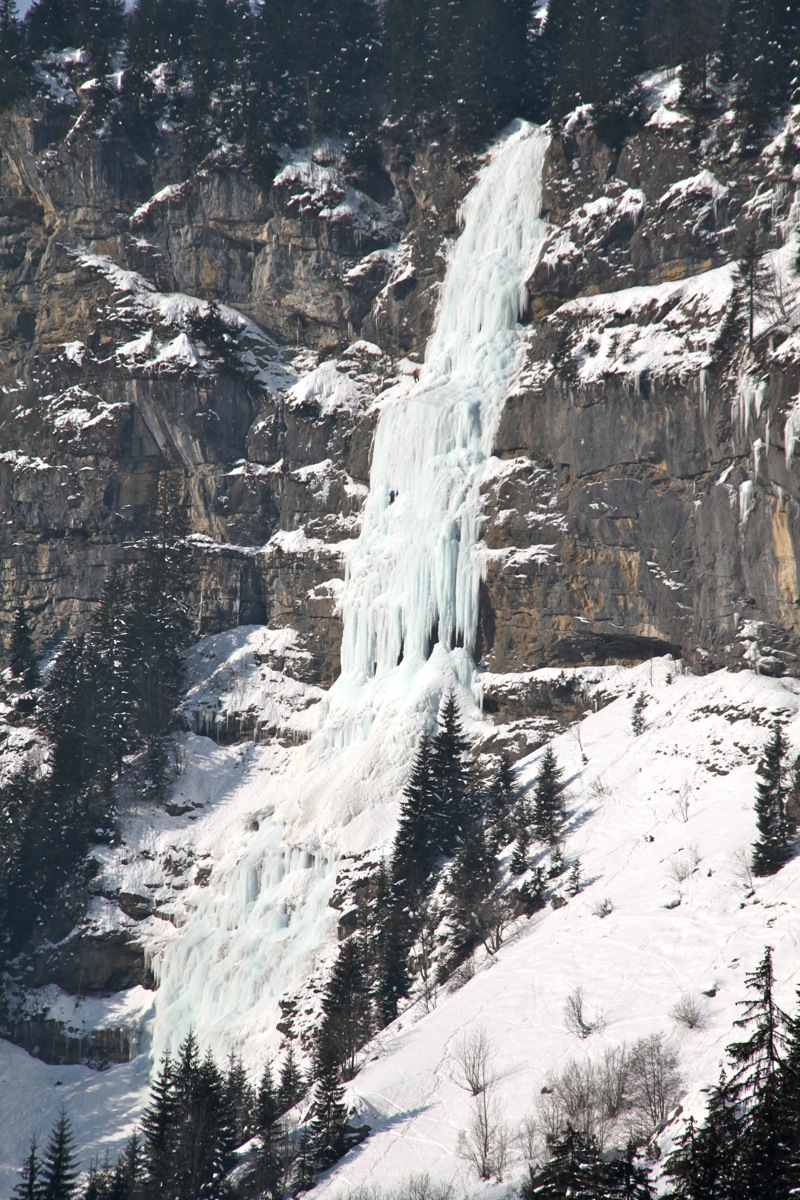
Cascade de l'Essert, valle di Abondance, Alta Savoia
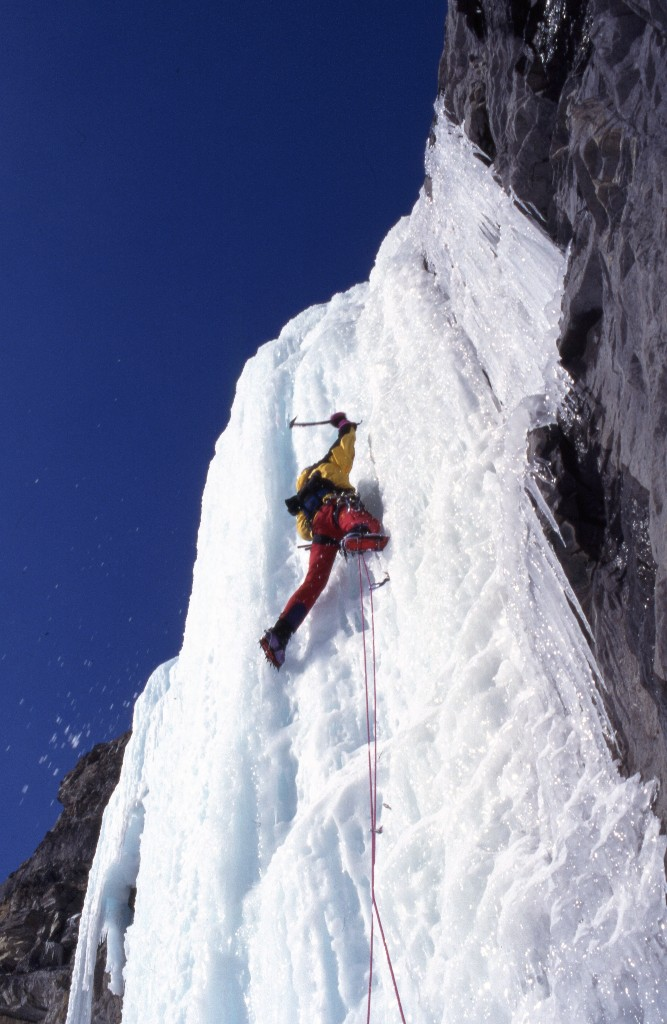
Arrampicata su cascata, Oh le tabernacle sulle Montagne Rocciose Canadesi